# Bourj el Arab
Bourj el Arab è un centro abitato e comune (municipalité) del Libano situato nel distretto di Akkar, governatorato di Akkar.